# John Piper
John Stephen Piper (* 11. ledna 1946 Chattanooga, Tennessee, USA) je americký křesťanský reformovaný teolog a autor řady publikací s náboženskou tematikou.

## Kariéra
V letech 1974-1980 vyučoval biblistiku na Bethel College v St. Paulu v Minnesotě; následně v letech 1980-2013 působil jako pastor sboru Bethlehem Baptist Church v Minneapolis.
Roku 1994 inicioval vznik organizace Desiring God Ministries, s cílem „šířit nadšení pro Boží svrchovanost ve všech věcech pro radost všech lidí skrze Ježíše Krista“.
Je obdivovatelem severoamerického teologa 18. století Jonathana Edwardse; vychází z jeho teologických myšlenek a sepsal mimo jiné obhajobu jeho otrokářství.
V češtině Piperovi vyšla jeho studie o půstu Hlad po Bohu (Návrat domů, Praha 2005) a Nepromarni svůj život (Didasko, Vikýřovice 2009).
Z dalších děl jde např. o sborník Recovering Biblical Manhood and Womanhood: A Response to Evangelical Feminism (1991), který vydal společně s Waynem Grudemem.

## Postoje a kontroverze
Piper vyvolal v roce 2018 rozruch, když v kontextu Me too kampaně prohlásil, že za sexuální obtěžování žen může „mýtus“ o rovnosti mužů a žen. Také se vymezil vůči ženám v roli duchovních.
V době pandemie covidu-19 sepsal kontroverzní knihu s tvrzením, že pandemie je důsledkem Božího soudu za tzv. „hřích homosexuality“. Za její distribuci mezi vojenskými kaplany obdržel Mark Esper, americký Ministr obrany, stížnost s tím, že kniha je značně necitlivá a postrádá pastorační přístup.
Na rozdíl od mnohých evangelikálních křesťanů se rozhodl nevolit v prezidentských volbách v roce 2020 Donalda Trumpa. Za tento svůj postoj sklidil kritiku od konzervativních evangelikálních osobností jako jsou Wayne Grudem, Franklin Graham nebo Albert Mohler.

## Osobní život
Je ženatý s Noël Henry, se kterou má čtyři syny a jednu dceru. Jeho syn Abraham, který je aktivní na sociálních sítích, evangelikalismus opustil a od Piperova fundmentalismu se distancoval.